# 1-硝基萘
1-硝基萘是一种有机化合物，化学式为C10H7NO2。它可由萘的硝化反应制备，硝硫混酸是最常见的硝化试剂，也有文献报道使用硝酸铋、二氧化氮、N-硝基糖精等进行硝化反应。它可以被还原剂（如氢气、硼氢化钠、水合肼等）还原为1-萘胺。